# 蒙维克
蒙维克（法語：Montvicq，法語發音：[mɔ̃vik]）是法国阿列省的一个市镇，位于该省西南部，属于蒙吕松区。

## 地理
蒙维克（46°19'11"N, 2°49'17"E）面积10.02 平方千米，位于法国奥弗涅-罗讷-阿尔卑斯大区阿列省，该省份为法国中部省份，北起涅夫勒省、西北接谢尔省，西南至克勒兹省，南至多姆山省，东南临卢瓦尔省，东临索恩-卢瓦尔省。
与蒙维克接壤的市镇（或旧市镇、城区）包括：贝兹内、杜瓦耶、伊村、卢鲁德博讷、马利科讷。

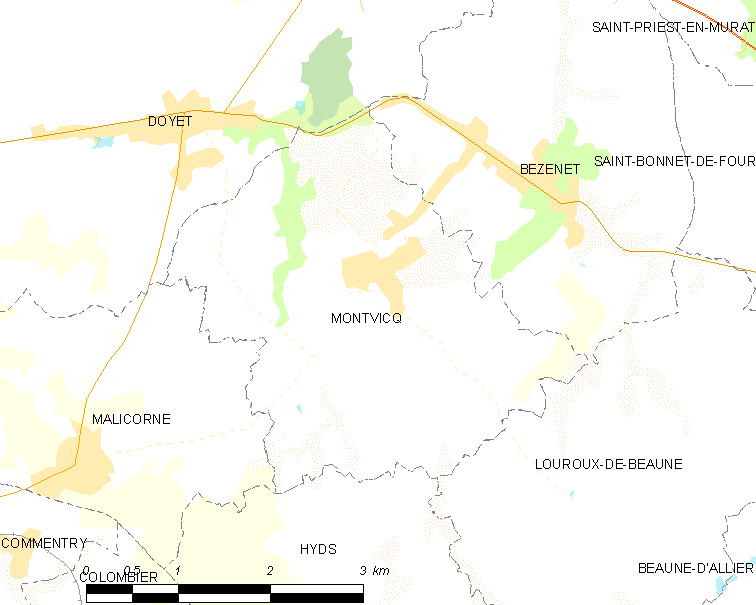
蒙维克的OSM定位图

蒙维克的时区为UTC+01:00、UTC+02:00（夏令时）。

## 行政
蒙维克的邮政编码为03170，INSEE市镇编码为03189。

## 政治
蒙维克所属的省级选区为科芒特里县。

## 人口

1962-2008年间蒙维克人口变化图示

蒙维克于2022年1月1日时的人口数量为697人。